# Alexandre do Nascimento
Alexandre do Nascimento (ur. 1 marca 1925 w Malanje, zm. 28 września 2024 w Luandzie) – angolski duchowny rzymskokatolicki, biskup diecezjalny Malanje w latach 1975–1977, arcybiskup metropolita Lubango w latach 1977–1986, kardynał prezbiter od 1983, arcybiskup metropolita Luandy w latach 1986–2001, od 2001 arcybiskup senior archidiecezji luandzkiej.

## Życiorys
Studiował na Papieskim Uniwersytecie Gregoriańskim w Rzymie oraz na Uniwersytecie w Lizbonie. Przyjął święcenia kapłańskie 20 grudnia 1952 w Rzymie z rąk Luigiego Traglii, biskupa pomocniczego Rzymu. W 1953 powrócił po studiach do Angoli, był wykładowcą seminarium w Luandzie oraz szefem redakcji miejscowego dziennika katolickiego „O apostolado”. Głosił kazania w katedrze metropolitalnej w Luandzie. W 1961 został zmuszony do opuszczenia Angoli; osiadł w Lizbonie, gdzie prowadził działalność duszpasterską m.in. wśród organizacji młodzieżowych. W 1971 powrócił do Angoli, wykładał w Instytucie Nauk Społecznych im. Piusa XII w Lubango, pracował w kurii archidiecezjalnej Lubango, prowadził pracę duszpasterską wśród studentów i dawnych więźniów politycznych. Koordynował działalność Caritasu Angoli.
10 sierpnia 1975 został mianowany biskupem Malanje, przyjął sakrę biskupią 31 sierpnia 1975 z rąk arcybiskupa Giovanniego De Andrea, delegata apostolskiego w Angoli. Objął funkcję wiceprzewodniczącego Konferencji Episkopatu Angoli (do 1981). W lutym 1977 przeszedł na stolicę arcybiskupią Lubango; przez pewien czas pełnił funkcję administratora apostolskiego ad nutum Sanctae Sedis diecezji Onjiva. Jesienią 1982 spędził miesiąc w rękach porywaczy z angolskiej partyzantki.
2 lutego 1983 Jan Paweł II wyniósł go do godności kardynalskiej, nadając tytuł prezbitera S. Marco in Agro Laurentino. Od 16 lutego 1986 był arcybiskupem Luandy, zrezygnował z rządów archidiecezją w styczniu 2001 po osiągnięciu wieku emerytalnego (75 lat). Jego następcą został abp Damião António Franklin.
Przewodniczący Konferencji Episkopatu Angoli i Wysp Św. Tomasza, uczestniczył w sesjach Światowego Synodu Biskupów w Watykanie.
1 marca 2005 ukończył 80 lat i utracił prawo udziału w konklawe, nie mógł brać udziału w wyborze następcy zmarłego w kwietniu 2005 Jana Pawła II.
Po śmierci kard. Jozefa Tomki 8 sierpnia 2022 roku, został najstarszym żyjącym kardynałem. Zmarł 28 września 2024 w szpitalu w Luandzie. Po jego śmierci, najstarszym kardynałem został Argentyńczyk Estanislao Esteban Karlic (ur. 1926).